# Anolis oligaspis
Anolis oligaspis (багамський аноліс) — вид ігуаноподібних ящірок родини анолісових (Dactyloidae). Ендемік Багамських Островів.

## Поширення і екологія
Багамські аноліси мешкають на островах Великої Багамської банки, зокрема на островах Нью-Провіденс і Кет, а також на островах Біміні. Вони живуть в тропічних лісах і чагарникових заростях.